# Mischling (Roman)
Mischling ist ein Roman der US-amerikanischen Schriftstellerin Affinity Konar aus dem Jahr 2016. Deutsch übersetzt erschien er erstmals 2017, wobei der Titel der englischsprachigen Ausgabe beibehalten wurde. Der Roman handelt während der Zeit des Holocausts und von einem weiblichen, jüdischen Zwillingspärchen im Kindesalter, das 1944 ins Konzentrationslager Auschwitz kommt und dort dem Nazi-Arzt Dr. Mengele für Menschenversuche dient. Die 22 Kapitel werden abwechselnd aus der Perspektive eines der beiden Mädchen erzählt.

## Handlung
Im September 1944 werden die 12-jährigen jüdischen Schwestern Perle und Stasia Zamorski zusammen mit ihrer Mutter und ihrem Großvater mit Güterwaggons aus dem Ghetto Litzmannstadt ins Konzentrationslager Auschwitz deportiert. Da die beiden Zwillinge sind, werden sie in den sog. „Zoo“ gesteckt, der von dem Arzt Dr. Josef Mengele geleitet wird und in dem auch andere Mehrlinge sowie Kleinwüchsige zum Durchführen von Menschenversuchen untergebracht sind. Dabei werden sie von Mutter und Großvater getrennt. Wegen ihres flachsblonden Haars werden sie von den Nazis als Mischlinge eingestuft. Mischlinge genannt zu werden, ist ihnen schon aus ihrer Kindheit bekannt. Von den anderen Mehrlingen hat jeweils mindestens ein Kind erhebliche Verletzungen, welche aus den Menschenversuchen resultieren. Die Lebensbedingungen im Zoo, einem ehemaligen Pferdestall, sind von starkem Platzmangel geprägt.
Die Schwestern werden unterschiedlichen Experimenten Mengeles ausgesetzt. Stasia erhält dabei kochendes Wasser in ein Ohr geschüttet, sodass sie danach schwerhörig ist. Zusammen mit anderen Kindern, darunter dem mit dem Kosenamen „Patient“, vertreiben sich Stasia und Perle die Zeit im Lager durch selbsterfundene Spiele und geheime Rachepläne an Mengele und Aufsichtspersonal. Manchmal erfahren sie auch vom Schicksal anderer, im Zoo untergebrachter Kinder. Dazu gehört auch ein Zwillingspaar, das qualvoll stirbt, nachdem Mengele sie am Rücken zusammengenäht hat. Eines Tages verschwindet Perle plötzlich spurlos. Stasias Gedanken sind in der Folge darauf zentriert, was wohl mit ihrer Schwester passiert ist und wann sie zurückkommt. Eines anderen Tages kommt es beim Spielen der Kinder zu einer Situation, in der ein Kind von den Nazis getötet und „Patient“ verletzt wird. Etwas später kehrt Patient aus der Krankenversorgung zurück, fortan nennt er sich in Andenken an seinen Bruder „Feliks“.
Als Stasia Mengele nach dem Verbleib ihrer Schwester fragt, nimmt der sie im Januar 1945 mit auf eine kurze Autofahrt durch das KZ Auschwitz. Dabei erblickt Stasia ihre Mutter tot auf einem Lkw liegend. Am Ende der Autofahrt träufelt Mengele Stasia eine Flüssigkeit in ein Auge, wodurch sie auf jenem Auge nahezu erblindet. Kurz danach verschwindet Mengele aus dem KZ, da die Rote Armee heranrückt. Angesichts der Bedrohung durch die Rote Armee treibt die SS Tausende KZ-Häftlinge, darunter Stasia und Feliks, zu einem Todesmarsch aus dem Lager. Dabei gelingt es den beiden, sich unbemerkt von der SS abzusetzen. Frierend und hungernd schlagen sie sich durch die winterliche Landschaft. Eine Antisemitin lockt sie zwecks Ermordung in eine Falle, wird aber von zwei Juden zuvor getötet.
Unterdessen wird das KZ Auschwitz von der Roten Armee befreit. Dabei wird Perle, zusammen mit anderen Zwillingskindern, aus ihrer Gefangenschaft befreit und dabei fotografiert. Sie musste tagelang in einem engen Käfig ausharren, in den sie Mengele gesperrt hatte, und ist durch seine Experimente an einem Fuß verletzt. Auf ihrer Flucht weg von dem Lager hilft ihr Miri, eine jüdische Ärztin, die von Mengele dazu verpflichtet worden war, als seine Assistentin zu arbeiten.
Getrennt voneinander und in der Annahme, ihre jeweilige Schwester sei wahrscheinlich tot, gelangen Stasia und Perle als Kriegsflüchtlinge nach Warschau bzw. Krakau. In Warschau besuchen Stasia und Feliks dessen früheres Wohnhaus, in dem sie eine hochschwangere, entkräftete Zigeunerin entdecken. Die Kinder betätigen sich als Geburtshelfer, ehe die Mutter stirbt. Als Stasia den Säugling zu einem Waisenhaus bringt, begegnet sie zufällig ihrem Vater, der einst von den Nazis verschleppt worden war und nun mit einem Zeitungsfoto, das Perle lebend zeigt, nach Perle sucht. Etwas später trifft Perle lebend wieder bei Stasia ein.

## Entstehung
Die 1978 geborene Autorin Affinity Konar ließ sich für die Geschichte auch durch die Sachbücher Die Zwillinge des Dr. Mengele (Children of the Flames, 1991, von Lucette Matalon Lagnado und Sheila Cohn Dekel) und Ärzte im Dritten Reich (The Nazi Doctors, 1986, von Robert Jay Lifton) inspirieren.

## Rezeption
Die Redakteurin Ulrike Sárkány lobte den Roman auf NDR Kultur als eine sehr lohnende Lektüre. Es gelinge der Autorin, die Ereignisse mit Respekt darzustellen und mit der Erkenntnis, dass Perle und Stasia trotz ausgebliebener Rachemöglichkeit an Mengele die glücklicheren, reicheren Menschen seien, jene Menschen zu rächen, denen die Nationalsozialisten einst das Existenzrecht absprachen. Die britische Zeitung The Guardian beurteilte den Roman als „heartbreaking“ („herzzerbrechend“), „powerful“ („stark“) und „harrowing“ („erschütternd“). Der Jewish Book Council lobte das Buch als Meisterwerk. Jedes Wort des Romans zähle, jeder Satz orchestriere Bilder und Emotionen in einer Weise, die die Sprache selbst zum Leben zu erwecken scheine. Die Schreibfähigkeit der Autorin würde selbst Leser anziehen, die sich von der Hässlichkeit der Geschichte abgestoßen fühlten. Ähnlicher Meinung war die Literaturkritikerin Michiko Kakutani in der New York Times, die den Roman als ergreifend lobte. Die Autorin beherrsche es sehr eindringlich, die Hölle von Auschwitz zu beschreiben und dabei zugleich die Fähigkeit vieler Gefangener einzufangen, trotz schrecklichen Leids Hoffnung und Güte zu bewahren.

## Ausgaben
- Englische Originalausgabe: Mischling, Little, Brown and Company, New York 2016
- Deutsche Ausgabe: Mischling, Carl Hanser Verlag, München 2017, übersetzt von Barbara Schaden